# Elnur Mammadli
Elnur Mammadli (n. 29 iunie 1988, Bakı, Republica Sovietică Socialistă Azerbaidjană) este un judocan ce a reprezentat Azerbaidjan, medaliat olimpic. A participat la 2 ediții ale Jocurilor Olimpice (2008, 2012) în care a câștigat o medalie de aur.